# ウォルター・ペイトンNFLマン・オブ・ザ・イヤー
ウォルター・ペイトンNFLマン・オブ・ザ・イヤー（英語: Walter Payton NFL Man of the Year）は、NFLにおいてフィールド内だけでなく、チャリティーやボランティア活動で活躍した選手に送られる賞。1970年に創設された当初は、「マン・オブ・ザ・イヤー」という名称であったが、1999年に受賞者の1人であるウォルター・ペイトンが死去した際、同賞の趣旨を体現したような同氏の生前の功績を称え、現在の名称に変更された。

## 受賞者
| シーズン | 選手名                       | ポジション             | チーム                       | ref    |
| -------- | ---------------------------- | ---------------------- | ---------------------------- | ------ |
| 1970     | ジョニー・ユナイタス         | クォーターバック       | ボルチモア・コルツ           | [ 2 ]  |
| 1971     | ジョン・ヘイドル             | クォーターバック       | サンディエゴ・チャージャーズ | [ 3 ]  |
| 1972     | ウィリー・レニエル           | ラインバッカー         | カンザスシティ・チーフス     |        |
| 1973     | レン・ドーソン               | クォーターバック       | カンザスシティ・チーフス     |        |
| 1974     | ジョージ・ブランダ           | クォーターバック       | オークランド・レイダース     |        |
| 1975     | ケン・アンダーソン           | クォーターバック       | シンシナティ・ベンガルズ     |        |
| 1976     | フランコ・ハリス             | ランニングバック       | ピッツバーグ・スティーラーズ |        |
| 1977     | ウォルター・ペイトン         | ランニングバック       | シカゴ・ベアーズ             |        |
| 1978     | ロジャー・ストーバック       | クォーターバック       | ダラス・カウボーイズ         |        |
| 1979     | ミーン・ジョー・グリーン     | ディフェンシブタックル | ピッツバーグ・スティーラーズ |        |
| 1980     | ハロルド・カーマイケル       | ワイドレシーバー       | フィラデルフィア・イーグルス |        |
| 1981     | リン・スワン                 | ワイドレシーバー       | ピッツバーグ・スティーラーズ |        |
| 1982     | ジョー・サイズマン           | クォーターバック       | ワシントン・レッドスキンズ   |        |
| 1983     | ロルフ・ベナーシュキー       | プレースキッカー       | サンディエゴ・チャージャーズ |        |
| 1984     | マーティ・ライオンズ         | ディフェンシブタックル | ニューヨーク・ジェッツ       |        |
| 1985     | ドワイト・スティーブンソン   | センター               | マイアミ・ドルフィンズ       |        |
| 1986     | レジー・ウィリアムズ         | ラインバッカー         | シンシナティ・ベンガルズ     |        |
| 1987     | デイブ・デュアソン           | セイフティ             | シカゴ・ベアーズ             |        |
| 1988     | スティーブ・ラージェント     | ワイドレシーバー       | シアトル・シーホークス       |        |
| 1989     | ウォーレン・ムーン           | クォーターバック       | ヒューストン・オイラーズ     |        |
| 1990     | マイク・シングレタリー       | ラインバッカー         | シカゴ・ベアーズ             |        |
| 1991     | アンソニー・ムニョス         | オフェンシブタックル   | シンシナティ・ベンガルズ     |        |
| 1992     | ジョン・エルウェイ           | クォーターバック       | デンバー・ブロンコス         |        |
| 1993     | デリック・トーマス           | ラインバッカー         | カンザスシティ・チーフス     |        |
| 1994     | ジュニア・セアウ             | ラインバッカー         | サンディエゴ・チャージャーズ |        |
| 1995     | ブーマー・アサイアソン       | クォーターバック       | ニューヨーク・ジェッツ       |        |
| 1996     | ダレル・グリーン             | コーナーバック         | ワシントン・レッドスキンズ   |        |
| 1997     | トロイ・エイクマン           | クォーターバック       | ダラス・カウボーイズ         |        |
| 1998     | ダン・マリーノ               | クォーターバック       | マイアミ・ドルフィンズ       |        |
| 1999     | クリス・カーター             | ワイドレシーバー       | ミネソタ・バイキングス       |        |
| 2000     | デリック・ブルックス         | ラインバッカー         | タンパベイ・バッカニアーズ   |        |
| 2000     | ジム・フラニガン             | ディフェンシブタックル | シカゴ・ベアーズ             |        |
| 2001     | ジェローム・ベティス         | ランニングバック       | ピッツバーグ・スティーラーズ |        |
| 2002     | トロイ・ヴィンセント         | コーナーバック         | フィラデルフィア・イーグルス |        |
| 2003     | ウィル・シールズ             | オフェンシブガード     | カンザスシティ・チーフス     |        |
| 2004     | ウォリック・ダン             | ランニングバック       | アトランタ・ファルコンズ     |        |
| 2005     | ペイトン・マニング           | クォーターバック       | インディアナポリス・コルツ   |        |
| 2006     | ドリュー・ブリーズ           | クォーターバック       | ニューオーリンズ・セインツ   |        |
| 2006     | ラダニアン・トムリンソン     | ランニングバック       | サンディエゴ・チャージャーズ |        |
| 2007     | ジェイソン・テイラー         | ディフェンシブエンド   | マイアミ・ドルフィンズ       |        |
| 2008     | カート・ワーナー             | クォーターバック       | アリゾナ・カージナルス       | [ 4 ]  |
| 2009     | ブライアン・ウォーターズ     | オフェンシブガード     | カンザスシティ・チーフス     | [ 5 ]  |
| 2010     | マデュー・ウィリアムズ       | セイフティ             | ミネソタ・バイキングス       | [ 6 ]  |
| 2011     | マット・バーク               | センター               | ボルチモア・レイブンズ       |        |
| 2012     | ジェイソン・ウィッテン       | タイトエンド           | ダラス・カウボーイズ         |        |
| 2013     | チャールズ・ティルマン       | コーナーバック         | シカゴ・ベアーズ             |        |
| 2014     | トーマス・デービス・シニア   | ラインバッカー         | カロライナ・パンサーズ       |        |
| 2015     | アンクワン・ボールディン     | ワイドレシーバー       | サンフランシスコ・49ers      | [ 7 ]  |
| 2016     | ラリー・フィッツジェラルド   | ワイドレシーバー       | アリゾナ・カージナルス       | [ 8 ]  |
| 2016     | イーライ・マニング           | クォーターバック       | ニューヨーク・ジャイアンツ   | [ 8 ]  |
| 2017     | J・J・ワット                 | ディフェンシブエンド   | ヒューストン・テキサンズ     |        |
| 2018     | クリス・ロング               | ディフェンシブエンド   | フィラデルフィア・イーグルス | [ 9 ]  |
| 2019     | カライス・キャンベル         | ディフェンシブエンド   | ジャクソンビル・ジャガーズ   | [ 10 ] |
| 2020     | ラッセル・ウィルソン         | クォーターバック       | シアトル・シーホークス       | [ 11 ] |
| 2021     | アンドリュー・ウィットワース | オフェンシブタックル   | ロサンゼルス・ラムズ         | [ 12 ] |
| 2022     | ダック・プレスコット         | クォーターバック       | ダラス・カウボーイズ         |        |
| 2023     | キャメロン・ヘイワード       | ディフェンシブタックル | ピッツバーグ・スティーラーズ |        |
| 2024     | アリク・アームステッド       | ディフェンシブエンド   | ジャクソンビル・ジャガーズ   |        |